# Zimní univerziáda 1987
Zimní univerziáda 1987 byla třináctým ročníkem zimní Univerziády, mezinárodních sportovních soutěží vysokoškolských studentů, které pořádá Mezinárodní federace vysokoškolského sportu. Konala se od 21. února do 28. února 1987 na Štrbském Plese. Byla to třetí zimní univerziáda na území Československa, v letech 1964 a 1978 byl pořadatelským městem Špindlerův Mlýn. Zúčastnili se reprezentanti 28 zemí. Předsedou organizačního výboru byl Ľudovít Kilár, oficiální znělku složil Brano Hronec, oheň zapálili Milan Janoušek a Ludmila Milanová, slib sportovců přednesli Jiří Malec a Zora Kepeňová.

## Pořadí zemí podle medailového zisku
| Pořadí | Země             | Zlato | Stříbro | Bronz | Celkem |
| 1      | Československo   | 17    | 7       | 5     | 29     |
| 2      | Sovětský svaz    | 6     | 8       | 4     | 18     |
| 3      | Rakousko         | 1     | 2       | 0     | 3      |
| 4      | Bulharsko        | 1     | 2       | 0     | 3      |
| 5      | Jugoslávie       | 0     | 1       | 6     | 7      |
| 5      | USA              | 0     | 1       | 6     | 7      |
| 7      | Východní Německo | 0     | 1       | 2     | 3      |
| 8      | Švýcarsko        | 0     | 1       | 1     | 2      |
| 9      | Japonsko         | 0     | 1       | 0     | 1      |
| 9      | Itálie           | 0     | 1       | 0     | 1      |
| 11     | Kanada           | 0     | 0       | 1     | 1      |
| 11     | Polsko           | 0     | 0       | 1     | 1      |
| Celkem | Celkem           | 25    | 25      | 26    | 76     |

## Lední hokej
1. Československo
2. Sovětský svaz
3. Kanada
4. Finsko
5. Japonsko
6. Čína
7. Jugoslávie
8. Severní Korea
9. Jižní Korea

## Běh na lyžích

### Štafeta žen
1. Československo
2. Sovětský svaz
3. Polsko

### Štafeta mužů
1. Sovětský svaz
2. Československo
3. Jugoslávie

## Krasobruslení

### Muži
1. Petr Barna (Československo)
2. Vitalij Jegorov (SSSR)
3. Paul Wylie (USA)

## Sjezdové lyžování

### Obří slalom muži
1. Peter Jurko (Československo)
2. Petar Popangelov (Bulharsko)
3. Terry Delliquadri (USA)

### Slalom muži
1. Petar Popangelov (Bulharsko)
2. Jürgen Grabher (Rakousko)
3. Grega Benedik (Jugoslávie)

### Obří slalom ženy
1. Ludmila Milanová (ČSSR)
2. Ivana Valešová (ČSSR)
3. Andreja Leskovšeková (Jugoslávie)

## Skoky na lyžích

### Střední můstek
1. Peter Číž (ČSSR)
2. Jiří Malec (ČSSR)
3. František Vavrinčík (ČSSR)

### Velký můstek
1. Jiří Malec (ČSSR)
2. Ivan Šindler (ČSSR)
3. Ingo Lesser (NDR)